# Michal Toman
Michal Toman (* 8. února 1994, Nový Jičín) je český tanečník, akrobat, pedagog a capoeirista, člen pražského tanečního souboru 420PEOPLE pod vedením Václava Kuneše a mistr Evropy v afro-brazilském bojovém umění capoeira. 

## Život a studium
Michal Toman se narodil v Novém Jičíně, kde také vyrůstal ve společnosti rodičů a dvou starších sester.
Jelikož byl v dětství hyperaktivní, rodiče jej postupně přihlašovali na velké množství kroužků. Měl tak možnost si vyzkoušet latinskoamerický tanec, karate, aikido nebo hru na kytaru ve které získal první stupeň vzdělání na ZUŠ. Při studiu na gymnáziu byl členem vyhlášeného školního sboru Puealle et Puerri, které pravidelně sbírá zlatá pásma. Nejvíce mu ale učaroval tanec a capoeira, především její akrobatické prvky.
V Novém Jičíně kromě zmiňovaného místního gymnázia vystudoval také ZUŠ obor tanec. Po ukončení gymnázia nastoupil v roce 2014 na VŠMU. Během studia absolvoval program Erasmus+ (rok 2017), během kterého semestr studoval na britské Falmouth University obor Dance and Choreography. V roce 2019 úspěšně ukončil studium a získal titul Mgr. art. za studovaný obor Moderní tanec.

## Taneční kariéra
Již během studia na VŠMU byl účasten několika studentských představení, např. Cartoon Universe nebo Axiomatické lákadlo.
Po dokončení studia dostal v roce 2019 nabídku od Jany Burkiewicz na účinkování v představení Růžový Samuraj. Následovala spolupráce s Viktorem Konvalinkou (iMucha show), až se postupně stal členem souboru současného tance 420PEOPLE pod vedením Václava Kuneše. V současné době vystupuje mimo jiné v Národním divadle v představení Kráska a zvíře nebo na Nové scéně v úspěšném představení Máj. Spolupracuje také se souborem DEKKADANCERS či Burkicom. Účinkoval také v několika řadách pořadu StarDance. 
Pro jeho pohybový slovník jsou typické prvky capoeiry.

## Capoeira
V roce 2019 se stal mistrem Visegradské čtyřky v kategorii zelený a zeleno-fialový pás (v té době držitelem zeleného pásu), následovalo 3. místo na mistrovství Evropy ve stejné kategorii a 11. místo na mistrovství světa. V roce 2021 se pak stal mistrem Evropy v capoeiře v kategorii zelený a zeleno-fialový pás a v roce 2023 (po soutěžní pauze kvůli pandemii covidu-19) obhájil i mistrovský titul Visegradské čtyřky (vše stále v držení zeleného pásu).

## Taneční vystoupení
- Happy Ending (2023)
  - Divadlo: Stanica Žilina-Záriečie (SK)
  - Choreografie: Rebecca Smudová a Michal Toman
- HeArt Of Noise – 420PEOPLE (2023)
  - Divadlo: Archa – Praha (CZ)
  - Choreografie: Sylva Šafková
- Máj – 420PEOPLE (2023)[4]
  - Divadlo: Nová scéna Národního divadla – Praha (CZ)
  - Choreografie: Václav Kuneš
  - Režijní spolupráce: David Prachař [5]
- Vivaldianno show (2023)[6]
  - Divadlo: Hybernia – Praha (CZ)
  - Choreografie: Dekkadancers – Viktor Konvalinka, Adel Abdul Khaleg
- Poslední Večeře – Dekkadancers (2023)[7]
  - Divadlo: Jatka78 – Praha (CZ)
  - Choreografie: Štěpán Pechar, Ondřej Vinklát, Marek Svobodník
- EVER – 420PEOPLE (2022)[8]
  - Divadlo: La Fabrika – Praha (CZ)
  - Choreografie: Václav Kuneš
- Nebesa – 420PEOPLE/Loosers cirk company (2022)
  - Divadlo: Bravo – Praha (CZ)
  - Choreografie: Václav Kuneš
  - Režie: Petr Horníček
- Panthera – 420PEOPLE (2022)
  - Divadlo: La Fabrika – Praha (CZ)
  - Choreografie: Václav Kuneš
- INspiraCe – 420PEOPLE (2022)[9]
  - Divadlo: Archa – Praha (CZ)
  - Choreografie: Sylva Šafková
- Kráska a Zvíře (2022)[10]
  - Divadlo: Národní divadlo – Praha (CZ)
  - Choreografie: Václav Kuneš
  - Režie: Daniela Špinar
- Bouře – Letní Shakespearovské slavnosti (2021)[11]
  - Divadlo: Míčovna pražského hradu (CZ)
  - Choreografie: Jan Kodet
  - Režie: SKUTR
- Sapiens Territory – Yuri Korec & Co. (2020)[12]
  - Divadlo: A4 Bratislava (SK)
  - Choreografie: Juraj Korec
- iMucha show (2020)[13]
  - Divadlo: O2 Universum – Praha (CZ)
  - Choreografie: Viktor Konvalinka, Tomáš Rychetský
  - Režie: Michal Dvořák
- Škola žárlivých (2020)[14]
  - Divadlo: Národní divadlo moravskoslezské – Divadlo Antonína Dvořáka
  - Choreografie: Simona Machovičová
- Růžový samuraj– Burki&com (2020)[15]
  - Divadlo: La Fabrika Praha (CZ)
  - Choreografie: Jana Burkiewiczová
- Nero a Seneca (2019)
  - Rozhlas a televízia Slovensko – Bratislava (SK)
  - Režie: Marek Ťapák
- Salome 1.2. 4. (2018)
  - Divadlo: Arteatro Bratislava (SK)
  - Choreografie: Emil Leeger
- Sloboda v čase – A Liberdade No Tempo (2018)
  - Divadlo: MDPOH Bratislava (SK)
  - Režie: Zuzana Hudeková
- Cítit (Ne)viditelné (2018)
  - Divadlo: LAB Bratislava (SK)
  - Choreografie: Marta Poláková
- Of fear and desire (2017)
  - Divadlo: Falmouth University (UK)
  - Choreografie: Rebecca Smudová, Michal Toman
- Axiomatické lákadlo (2014)
  - Divadlo: LAB Bratislava (SK)
  - Choreografie: Juraj Korec
- Cartoon Universe (2014)
  - Divadlo: LAB Bratislava (SK)
  - Choreografie: Anton Lachky
- Cest la vie (2010)
  - Divadlo: Dom kultúry Čadca (SK) /Amfiteátr Valašské Meziříčí (CZ)
  - Choreografie: Denisa Vašíčková, Michal Toman a další…